# Губин, Владислав Валерьевич
Губин Владислав Валерьевич (род. 12 августа 1974, Харьков) — украинский хозяйственный деятель, генеральный директор Харьковского тракторного завода имени Серго Орджоникидзе (2013—2016), лауреат Общенациональной программы Человек года-2015, кандидат экономических наук.

## Биография
Получил два высших образования. Окончил Харьковский политехнический институт по специальности «Литейное производство» и Харьковский национальный университет им. В. Н. Каразина по специальности «Финансы и кредит». Занимал ключевые посты в крупных российских и украинских компаниях, в том числе в сфере сельхозмашиностроения проработал на руководящих должностях более десяти лет.
С июля 2013 года по март 2016 года занимал должность генерального директора Харьковского тракторного завода имени Серго Орджоникидзе. За этот период на Харьковском тракторном заводе (ХТЗ) полностью была обновлена линейка выпускаемых тракторов, оптимизированы бизнес-процессы, кроме того, в 2014 году ХТЗ, получив 450 млн грн чистой прибыли, вышел из процедуры банкротства, в котором он находился с мая 2007 года.
С февраля 2017 года постоянно проживает в Испании.

## Награды и премии
В 2008 году награждён Орденом Князя Владимира III степени.
В 2016 году стал лауреатом Общенациональной программы Человек года-2015 в номинации «Промышленник года-2015»

## Уголовное преследование в Украине
В июле 2016 года акционер ХТЗ Calverton Establishment Limited (компания, аффилированная с группой DCH) обратился в Хозяйственный суд Харьковской области с иском о возмещении убытков в размере 29,55 млн грн, причиненных Владиславом Губиным во время пребывания его в должности гендиректора ХТЗ, но суд отказал в удовлетворении иска акционеру ХТЗ в полном объёме о взыскании с Губина 29,55 млн грн убытков.
Кроме того, в июле 2016 года против него было открыто уголовное производство по факту растраты имущества путем злоупотребления служебным положением, совершенного в особо крупных размерах и служебного подлога. Ему неоднократно направлялись повестки о вызове к следователю Национальной полиции Украины и в Харьковскую местную прокуратуру № 3 для участия в проведении следственных действий, но он ни разу не появился, поэтому в 2017 году он был объявлен в национальный и международный розыск, по данным Государственной пограничной службы Украины 15 февраля 2017 года он пересек государственную границу Украины и выехал из страны в Барселону и до настоящего времени в Украину не возвращался. В апреле 2018 года решением Орджоникидзевского районного суда Харькова он был заочно приговорен к 8 годам лишения свободы с конфискацией имущества. Харьковский апелляционный суд в ноябре 2021 года оставил в силе решение суда первой инстанции, но в августе 2022 года Верховный суд Украины отменил обвинительный приговор в полном объёме, удовлетворив кассационную жалобу Губина Владислава Валерьевича.
В декабре 2016 года в отношении Губина возбуждено очередное уголовное производство за растрату имущества и служебный подлог. В июне 2020 года ему было заочно сообщено о подозрении в растрате денежных средств, об этом сообщила пресс-служба прокуратуры Харьковской области со ссылкой на руководителя местной Харьковской прокуратуры № 3 Руслана Скуратовича.
В марте 2020 года пресс-служба прокуратуры Харьковской области сообщила, что Испания выдаст Украине экс-гендиректора Харьковского тракторного завода. Информация об экстрадиции экс-гендиректора Харьковского тракторного завода в Украину не нашла своего подтверждения и была опровергнута. Испания отказала Украине в экстрадиции Губина Владислава Валерьевича, предоставив ему политическое убежище.

## Политическое убежище в Испании
В феврале 2017 года он покинул территорию Украины, отправившись в Испанию, где получил политическое убежище и постоянный вид на жительство в ЕС. Министерство внутренних дел Испании приняло соответствующее решение на основании решения Межминистерской комиссии по делам беженцев при Правительстве Испании. Межминистерская комиссия пришла к выводу о политическом преследовании экс-гендиректора ХТЗ в Украине в рамках уголовного дела, которое, по заключению испанских властей является сфабрикованным и не направлено на защиту гражданина, общества и государства от криминальных правонарушений, и считает, что возвращение Губина в Украину приведет к незаконному привлечению его к уголовной ответственности и противоправному лишению свободы.